# Карпов, Максим Олегович
Макси́м Оле́гович Ка́рпов (род. 17 марта 1995, Санкт-Петербург) — российский футболист, защитник.

## Клубная карьера
Начал заниматься футболом в петербургской СДЮСШОР-1 «Московская застава» под руководством Вадима Тимошенко. В 12 лет получил приглашение в «Смену» от Анвера Конеева, но через два года вернулся в «Московскую заставу», где год играл под руководством Дмитрия Морозова.
С 2013 года — в клубе «Зенит» Санкт-Петербург. На профессиональном уровне дебютировал в составе фарм-клуба «Зенит-2» 15 июля 2013 года в матче первенства ПФЛ против «Тосно» (3:3). В составе «Зенита» дебютировал 23 ноября 2017 года в домашнем матче 5 тура группового турнира Лиги Европы против «Вардара» — вышел на замену на 87-й минуте.
12 января 2018 года на правах аренды перешёл в «СКА-Хабаровск». 13 января 2019 года перешёл в самарские «Крылья Советов», первую половину сезона-2021/22 провёл в «Химках».
В феврале 2022 года перешёл на правах свободного агента в липецкий «Металлург». В апреле 2022 года разорвал крестообразную связку колена и выбыл до конца сезона. В феврале 2023 года присоединился к петербургской «Звезде». В январе 2024 года, вместе с группой игроков «Звезды», перешёл в воссозданный «Спартак-2». 24 сентября 2024 года покинул клуб, проведя три матча.

## Карьера в сборной
В 2013 году участник Мемориала Гранаткина в составе сборной Санкт-Петербурга.
В июне 2014 провёл три игры за юношескую сборную России в элитном раунде квалификации к чемпионату Европы 2014. В сентябре — октябре 2016 сыграл 4 игры за молодёжную сборную в квалификации к чемпионату Европы 2017.